# La fi de la innocència
La fi de la innocència (títol original: The End of Innocence) és una pel·lícula estatunidenca semi-autobiogràfica de 1990 dirigida, escrita i protagonitzada per Dyan Cannon. Ha estat doblada al català. És l'última pel·lícula de Rebecca Schaeffer abans del seu assassinat el 18 de juliol de 1989 i va ser estrenada de forma pòstuma. La fi de la innocència marca el debut cinematogràfic d'Alison Sweeney.

## Argument
Una noia jove està espiritualment destrossada per forces alienes al seu control. Després de patir un col·lapse nerviós, és internada en un asil, on per primer cop és tractada com a ésser humà per un psiquiatre compassiu.

## Repartiment
- Dyan Cannon: Stephanie 
  - Heather Tadevic: Stephanie (1 any)
  - Alison Kruge: Stephanie de 5 anys
  - Alison Sweeney: Stephanie (12-15 anys)
  - Rebecca Schaeffer: Stephanie (18–25 anys)
- John Heard: Dean
- George Cole: Papà
- Billie Ocell: Senyora Yabledablov
- Michael Madsen: Earl
- Todd Camp: Richard
- Connie Sawyer: Àvia
- Albert Henderson: Avi
- Stephen Meadows: Michael
- Dennis Burkley: Tiny
- Viveka Davis: Mel
- Shaggy Murphy: Ricky